# 27–29 Bank Street (Annan)
Unter der Adresse 27–29 Bank Street in der schottischen Stadt Annan in der Council Area Dumfries and Galloway befinden sich zwei Wohn- und Geschäftsgebäude. 1971 wurden sie in die schottischen Denkmallisten in der höchsten Denkmalkategorie A aufgenommen. Des Weiteren bilden sie zusammen mit den Hausnummern 31 und 32 ein Denkmalensemble der Kategorie B.

## Beschreibung
Für den Entwurf zeichnet der schottische Architekt Walter Newall verantwortlich. Die Gebäude entstanden um 1840, wobei ein Büroflügel wahrscheinlich im späten 19. Jahrhundert hinzugefügt wurde. Sie liegen nahe der Einmündung der Bank Street in die St John’s Road im Zentrum der Kleinstadt. Stilistisch sind Details sowohl dem Klassizismus als auch dem Greek Revival entnommen.
Das direkt an der Straße gelegene Haus Nummer 27 beherbergte die Geschäftsräume der British Linen Bank. Das Gebäude ist drei Achsen weit mit mittigem Eingangsbereich. Die Fenster sind an den palladianischen Stil Burlingtons angelehnten. Die Stirnseiten treten halbrund heraus. Das abschließende, schiefergedeckte Walmdach liegt weitgehend verborgen hinter einer umlaufenden Balustrade. Der Innenraum ist mit schweren Holztüren sowie Stuckdecken gestaltet.
Direkt südlich grenzt das ehemalige Wohngebäude des Bankdirektors an. Die ostexponierte Frontseite ist drei Achsen weit. Der zentrale Eingangsbereich ist mit einem auf quadratischen Säulen ruhenden Vordach mit wuchtigem, detailliertem Architrav gestaltet. Das Gebäude schließt mit einem schiefergedeckten Plattformdach mit gruppierten, oktogonalen Kaminen. Durch eine Kuppel wird die Haupttreppe mit begrenzender gusseiserner Balustrade beleuchtet. Der Innenraum ist aufwändig im Greek-Revival-Stil mit Friesen und Gesimsen sowie einem marmornen offenen Kamin gestaltet. Der Keller verfügt teilweise über Gewölbedecken.